# Kanas (Fluss)
Der Kanas (chinesisch 喀纳斯河) ist der rechte Quellfluss des Burqin im Kasachischen Autonomen Bezirk Ili im Uigurischen Autonomen Gebiet Xinjiang der Volksrepublik China.
Der Kanas verläuft im Kreis Burqin des Regierungsbezirks Altay. Er bildet den Abfluss des an der Südflanke des Südlichen Altai gelegenen Sees Ak Kol (chinesisch 阿克库勒湖, Pinyin Ākè Kùlè Hú). Er verlässt diesen an dessen Westufer. Anfangs fließt der Kanas in westsüdwestlicher Richtung, wendet sich dann aber nach Südsüdwest. Nach etwa 45 km erreicht er das Nordende des Kanasi-Sees. Der Kanas durchfließt den 24,5 km langen langgestreckten See und bildet dessen Abfluss an dessen südlichem Ende. Er fließt weitere 30 km nach Süden, bevor er sich nach Osten wendet und nach weiteren 20 km auf den vom Norden kommenden Hom-Fluss (chinesisch 禾木河, Pinyin Hémù Hé) trifft. Die beiden Flüsse vereinigen sich zum Burqin, der schließlich dem Irtysch (Ertil) zufließt.
Der Kanas hat eine Länge von ca. 125 km, wovon 24,5 km auf den Kanasi-See entfallen.